# Strängläggare

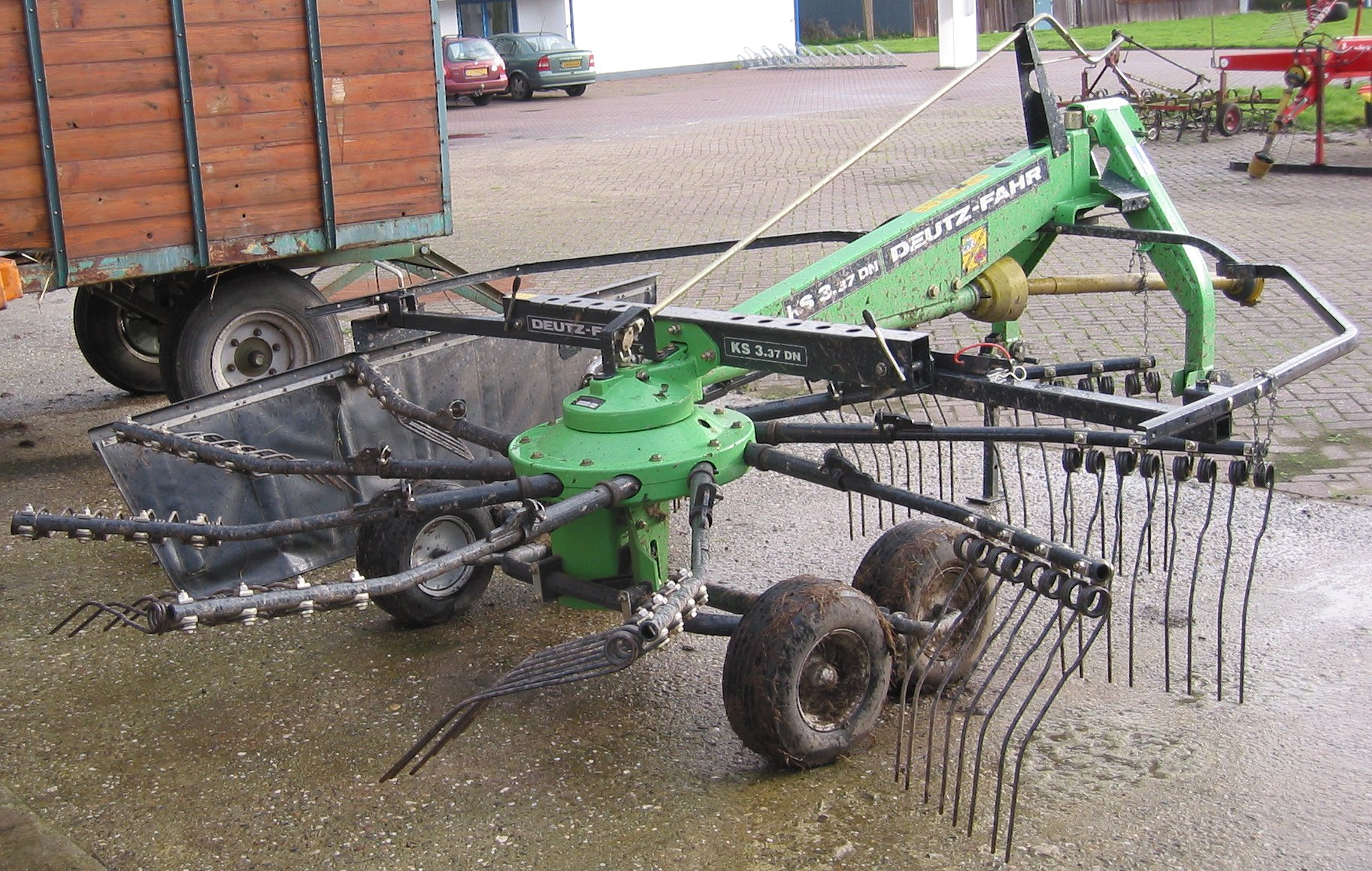
En rotorsträngläggare.

Strängläggare är ett jordbruksredskap som används för att forma strängar av det gräs som slagits av en slåttermaskin och eventuellt spridits ut av en hövändare. Grönmassa som ska ensileras hanteras ofta i de strängar som slåttermaskinen lämnar efter sig eller av en strängläggare för att få mer grönmassa i varje sträng, det vill säga färre strängar per slåttervall.

## Rotorsträngläggare
Den vanligaste typen av strängläggare idag är rotorsträngläggare. De har oftast bara en stor rotor men för högre arbetskapacitet finns det ända upp till fyra rotorer med arbetsbredd på 10-12 meter. Rotorsträngläggaren flyttar materialet (hö, halm eller ensilage) åt sidan där den släpper av det genom att räfspinnarna vinklas upp och de tas emot av en strängformarduk. Detta gör att rotorsträngläggaren i användningsområde skiljer sig från en hövändare som sprätter materialet bakåt med stor kraft, även om båda ser rätt lika ut.